# 森祐治
森 祐治（もり ゆうじ）は、日本の実業家およびコンサルタント。電通コンサルティング代表取締役社長。
国際基督教大学卒業、NTTに勤務後、国際基督教大学大学院（博士前期課程）修了、米国ゴールデンゲート技術経営大学院（MBA：通信・メディア）およびニューヨーク大学大学院コミュニケーション研究Ph.D（博士）へ奨学生として留学。その後、早稲田大学大学院の博士後期課程（国際情報通信研究科）で学ぶ。マイクロソフトのネット事業企画及び事業戦略企画部門、マッキンゼー・アンド・カンパニーを経て、2005年（平成17年）1月よりシンク代表取締役社長。九州大学大学院芸術工学研究科や慶應義塾大学大学院メディアデザイン研究科の講師、2010年（平成22年）からデジタルハリウッド大学大学院専任教授など、研究教育にも携わった。2017年（平成29年）電通コンサルティング代表取締役社長。

## 著作
- 『インターネットマーケティング戦略 実践テクニック―成功するビジネスサイト構築術』（共訳 アスキー　1998年）
- 『ケータイは世の中を変える―携帯電話先進国フィンランドのモバイル文化』（共訳 北大路書房　2004年）
- 『こんなに使えるLLP設立マニュアル』（共著 明日香出版社 2006年）
- 「コンテンツとメディア産業構造の変化」（『智場#112 コンテンツの未来・・・競争力、制度、文化』　国際大学グローバル・コミュニケーション・センター　2008年）
- 「日本コンテンツの海外展開状況：現在に至る過程の再認識と課題」（『デジタルコンテンツ白書2009』　財団法人デジタルコンテンツ協会　2009年）